# Bruine neushoornvogel
De bruine neushoornvogel (Anorrhinus tickelli) is een neushoornvogel die voorkomt in Zuidoost-Azië. De wetenschappelijke naam is een eerbetoon aan Samuel Tickell.

## Beschrijving
De bruine neushoornvogel is 74 cm lang. Zoals de naam al zegt is deze neushoornvogel bijna geheel bruin gekleurd, van boven grijsbruin en van onder wat lichter naar roodbruin neigend bruin en de keel is vaak nog lichter, tot wit. Het mannetje heeft een geelachtige snavel en die van het vrouwtje is bruin. De "hoorn" is glad en weinig opvallend. De uiteinden van de handpennen en de buitenste staartpennen zijn wit.

## Verspreiding en leefgebied
De bruine neushoornvogel is een schaars voorkomende vogel van de bergachtige gebieden van Tenasserim en Zuidoost-Thailand. Het is een uitgesproken bosvogel die voorkomt in tropisch regenbossen in heuvelland en middengebergte tot op een hoogte van 1500 m boven de zeespiegel.

## Status
De grootte van de populatie is in 2020 geschat op 2500-10.000 volwassen vogels. De bruine neushoornvogel heeft erg te lijden door het snelle verdwijnen van het tropisch regenwoud, daarom staat deze vogel als gevoelig op de Rode lijst van de IUCN.